# Pelvoux
Pelvoux era una comuna francesa situada en el departamento de Altos Alpes, de la región de Provenza-Alpes-Costa Azul, que el uno de enero de 2017 pasó a ser una comuna delegada de la comuna nueva de Vallouise-Pelvoux al unirse con la comuna de Vallouise.

## Demografía
| Gráfica de evolución demográfica de Pelvoux entre 1800 y 2014 |
|                                                               |

Los datos demográficos contemplados en este gráfico de la comuna de Pelvoux se han cogido de 1800 a 1999 de la página francesa EHESS/Cassini, y los demás datos de la página del INSEE.